# Kymlinge (tunnelbanestation)
Kymlinge är en nästintill färdigbyggd station i Stockholms tunnelbana inom Sundbybergs kommun som aldrig tagits i trafik. Den kallas populärt Kymlinge spökstation. Den ligger mellan Hallonbergen och Kista på Blå linjens Akallagren, i skogsområdet Kymlinge med utsikt över Igelbäckens dalgång. Stationen ligger mitt i ett stort och lokalt välkänt motionsområde, Ursvik, och ett flertal motionsspår leder över och runt stationen.

## Historia
När norra Järvabanan byggdes i slutet av 1970-talet fanns det planer på att bygga en stadsdel söder om Kista. Stadsdelen skulle huvudsakligen vara avsedd för statliga verk och myndigheter, som skulle flytta ut från Stockholms innerstad. Senare beslutades att vissa centrala statliga myndigheter skulle utlokaliseras till andra orter i Sverige och projektet fick förfalla. Projekteringen av stationen var redan påbörjad och för att försäkra sig inför ytterligare förändringar i framtiden byggdes den i råkonstruktion, det vill säga utan biljetthallar, rulltrappor, hissar och annan utrustning.

## Framtid
Under 2000-talet har frågan om områdets framtid och ett eventuellt färdigställande av stationen tagits upp på nytt. Hittills har dock inga planer på bebyggelse förverkligats, bland annat beroende på att Igelbäcken bedöms som känsligt naturområde då den utgör en viktig livsmiljö för den sällsynta fisken grönlingen.
Socialdemokraterna lade fram ett förslag inför riksdagsvalet 2010 om att bygga ut tunnelbanan och bland annat öppna Kymlinge.
I augusti 2015 berättade fastighetsägaren Vasakronan för tidningen Fastighetsvärlden att man arbetar för att stationen ska öppnas. Vasakronan, som äger en stor del av angränsade marker, har planer att bygga en ekostad med 5 000–7 000 bostäder. Bolaget skissar utveckling av en ny stadsdel som ska innehålla en stor del flerfamiljshus i trä och bilfria gator. Förslaget har fått ett blandat mottagande från ledande politiker inom både Sundbybergs kommun och Stockholms läns landsting, från politiker av olika partitillhörigheter. Om politikerna är redo att bygga bostäder i den norra delen, norr om tunnelbanestationen, uppger företrädare för SL att det är möjligt att öppna stationen.
Det är Sundbybergs kommun som beslutar om bygglov eller inte. Det har varit en politisk debatt i kommunen om att bebygga eller behålla grönområdet, och debatten har orsakat kontroverser, men tillräckligt stöd för byggande har det inte blivit. I december 2014 fattade dock ett enigt kommunfullmäktige i Sundbyberg beslut om att utöka det befintliga Igelbäckens naturreservat in i den norra delen där Vasakronan vill bygga bostäder.[källa behövs]

## Subkulturer
Några subkulturer har haft ett speciellt intresse av Kymlinge. Grusplanen nedanför plattformen har fått tjäna som festplats för ett antal ravefester. Stationen är även ett favoritmål inom urban exploration-kulturen. 

## De dödas station
"Endast de döda stiger av vid Kymlinge" heter det i myten om Kymlinge som spökstation, ofta i samband med myten om spöktåget Silverpilen.

## Galleri

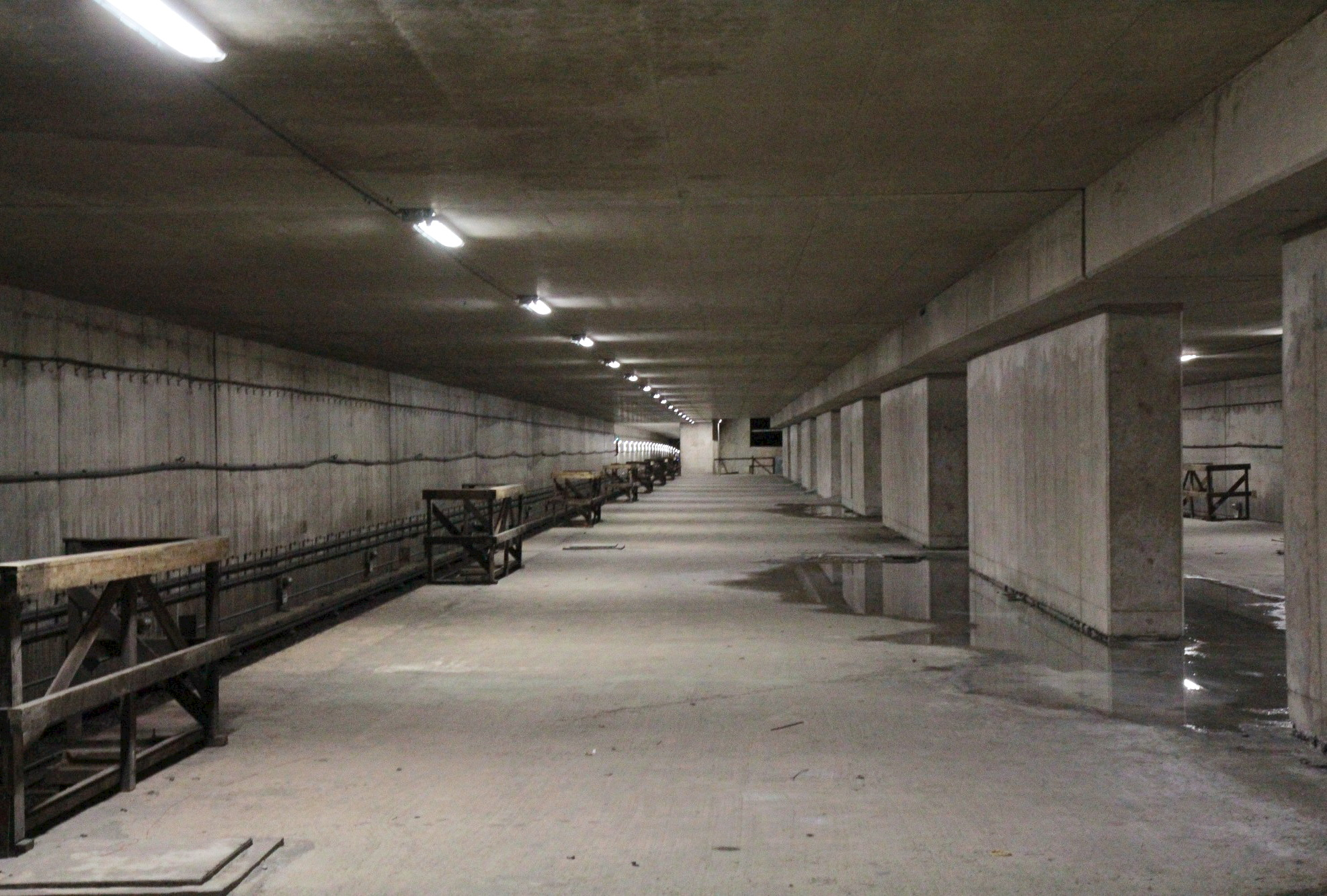
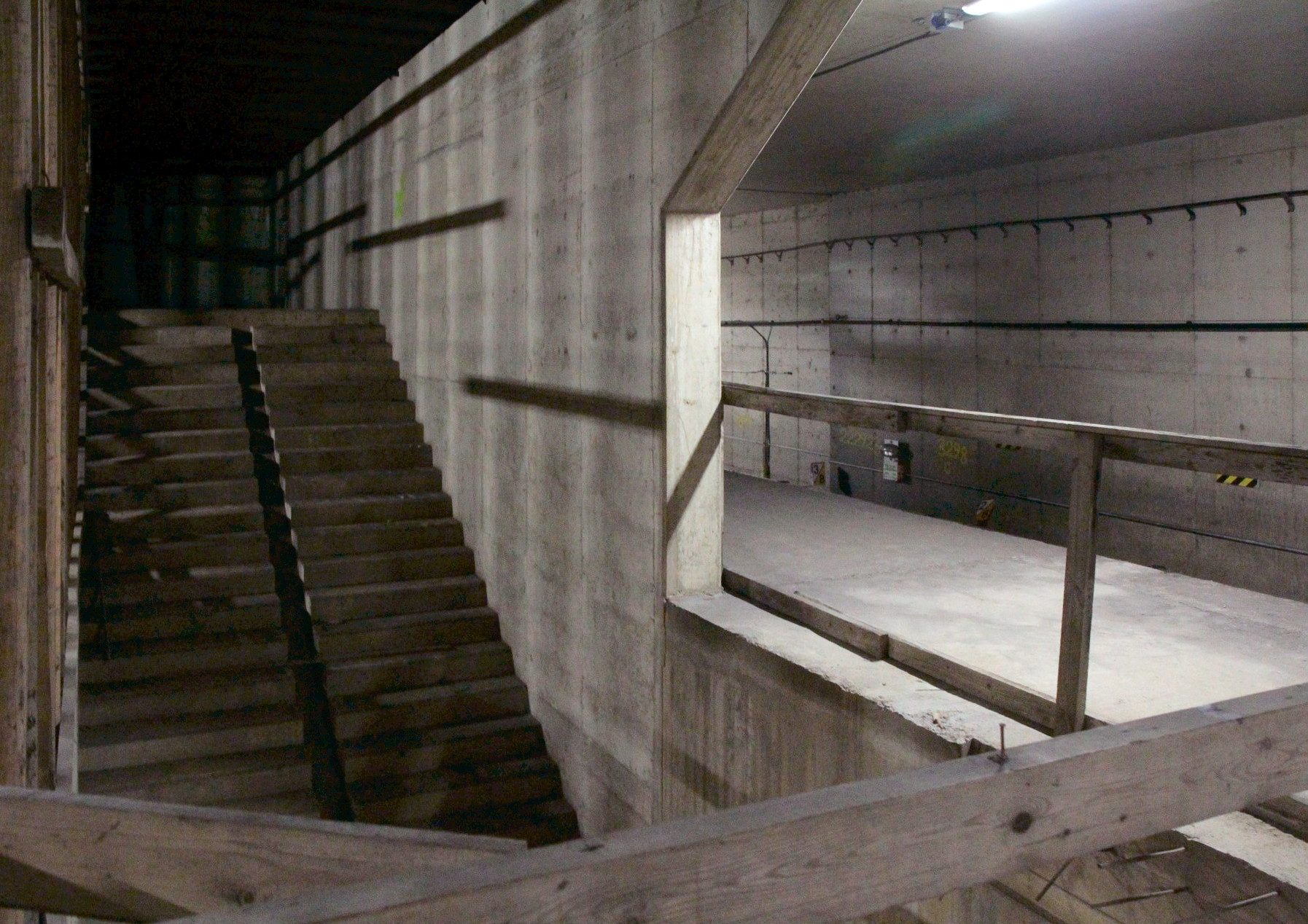
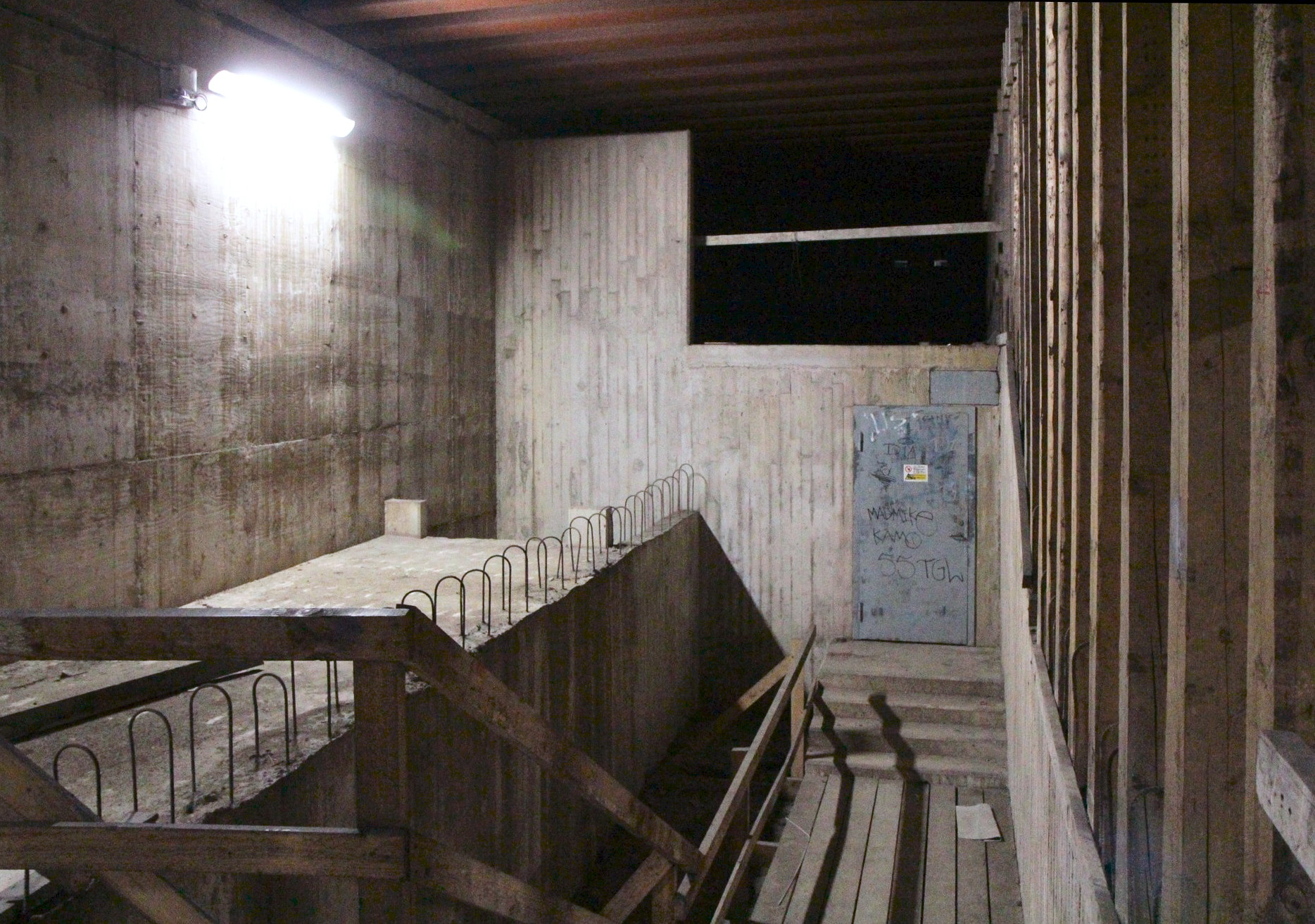
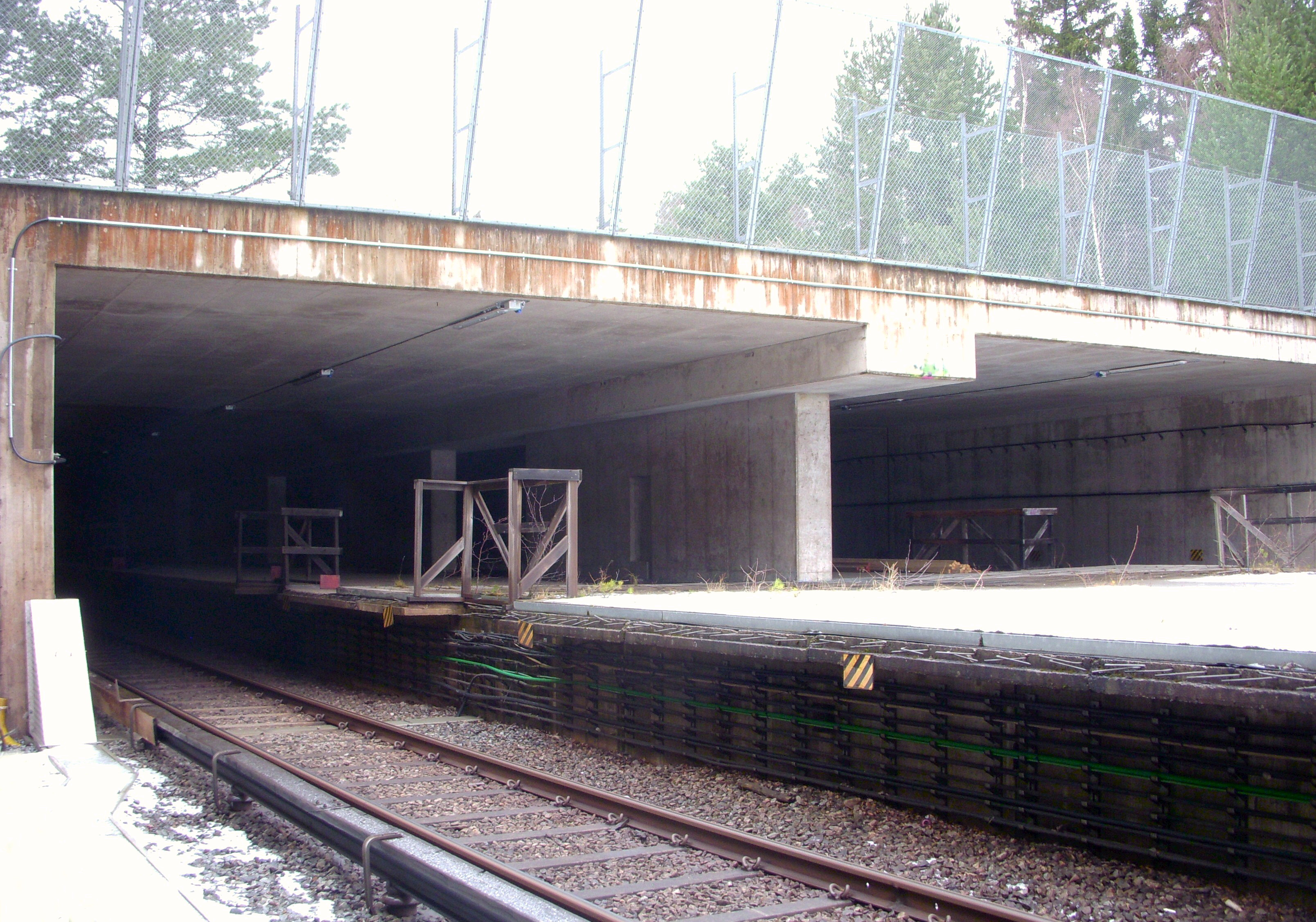
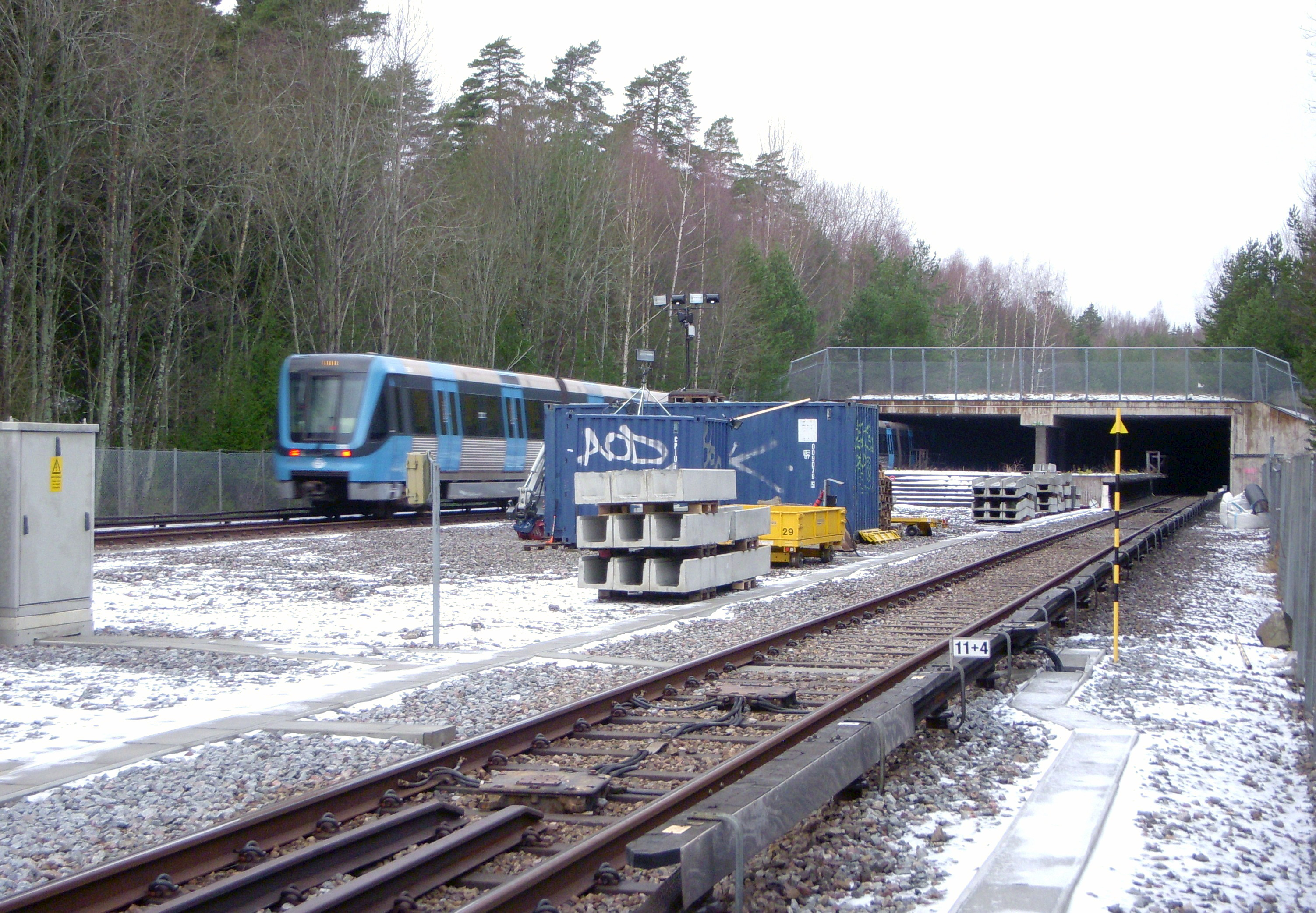